# 豊島区立高南小学校
豊島区立高南小学校（としまくりつ こうなんしょうがっこう）は、東京都豊島区高田2丁目にある公立小学校。

## 沿革
- 1921年（大正10年） - 校舎完成。
- 1922年（大正11年）
  - 1月16日[1] - 東京府北豊島郡高田町立第三高田尋常小学校として設立。
  - 日付不明 - 開校式挙行。
- 1923年（大正12年） - 校舎増築（10教室）。同年、高田第三尋常小学校と改称。
- 1931年（昭和6年） - 校歌制定。
- 1932年（昭和7年）10月1日 - 北豊島郡高田町の東京市への合併により、東京市高田第三尋常小学校と改称。
- 1941年（昭和16年） - 国民学校令により、東京市高田第三国民学校と改称。
- 1943年（昭和18年）
  - 7月1日 - 東京市と東京府が統合した東京都発足（東京都制施行）により、東京都高田第三国民学校と改称。
  - 日付不明 - プール完成。
- 1944年（昭和19年） - 戦局の悪化により、学童疎開開始。
- 1945年（昭和20年） - 戦災により校舎全焼。 高田第一国民学校・第五国民学校の教室や講堂を借りて授業を行う。
- 1947年（昭和22年）
  - 日付不明 - 新校舎完成。
  - 4月 - 学制改革により、豊島区立高南小学校と改称。
- 1948年（昭和23年） - 1回目の増築校舎完成。同年、PTA発足。
- 1949年（昭和24年） - 2回目の増築校舎完成。
- 1950年（昭和25年） - 全教室にストーブ設置。
- 1953年（昭和28年） - 3回目の増築校舎完成。
- 1954年（昭和29年） - 学校図書館完成。同年、校舎改築（2階建モルタル造り）。
- 1954年（昭和34年） - 校舎改築。校庭舗装化。
- 1962年（昭和37年） - 創立40周年記念式典挙行。40年旧校舎の取り壊し終了。校庭開放開始。
- 1966年（昭和41年） - 体育館と特別教室（音楽・図工・家庭・視聴覚）完成。
- 1971年（昭和46年） - 創立50周年記念式典挙行。
- 1974年（昭和49年） - 鉄筋3階建て校舎完成。屋上プール完成。
- 1975年（昭和50年） - 「おもいでの池」完成。
- 1976年（昭和51年） - 4回目の増築校舎完成。
- 1977年（昭和52年） - テレビの校内放送開始。
- 1980年（昭和55年） - 戦争でできなかった第23回卒業式挙行。
- 1981年（昭和56年） - 創立60周年記念式典挙行。
- 1986年（昭和61年） - 校庭の全面改装。
- 1987年（昭和62年） - 西校舎改修工事。
- 1990年（平成2年） - 中央校舎・東校舎の窓枠工事完了（アルミサッシ）。全校舎の外壁塗装工事完了。屋上の防水工事およびフェンス全面取り替え工事完了。体育館・飼育小屋の改築工事完了。
- 1991年（平成3年） - 70周年記念式典挙行。
- 1992年（平成4年） - プール塗装工事完了。
- 1994年（平成6年） - 中央校舎3階教室改修工事完了。
- 1995年（平成7年） - 中央校舎2階教室改修工事完了。
- 1996年（平成8年） - 創立75周年記念式典挙行。
- 1997年（平成9年） - プール塗装工事完了。
- 2001年（平成13年）10月6日 - 創立80周年記念式典挙行。
- 2004年（平成16年） - 校舎耐震補強工事完了。
- 2005年（平成17年） - 普通教室（7教室）に冷暖房機設置。
- 2006年（平成18年） - 校庭全面舗装修繕工事完了。同年、創立85周年式挙行。
- 2008年（平成20年） - 外壁工事・体育館屋根・屋上改修工事完了。
- 2009年（平成21年） - 給食室改修と屋上プール改修の両工事完了。普通教室（1教室）増設。
- 2010年（平成22年） - 廊下天井張り替え・廊下張り替え工事完了。
- 2011年（平成23年）10月15日 - 創立90周年記念式典挙行。
- 2012年（平成24年） - 体育館・理科室・図書室改修。
- 2013年（平成25年） - 普通教室（2教室）増設工事完了。西校舎トイレ改修。
- 2021年（令和3年）9月25日 - 創立100周年記念式典挙行。ただし、新型コロナウイルス感染拡大の影響で、在校生の出席を見合わせるなど、規模を縮小して行われた[2]。

## 教育目標
キラキラ わくわく夢ちゅうっ子
- キラキラ輝く知性
- わくわく高鳴る感性
- ○豊かな思いに夢ちゅうっ子

## 通学区域と進学先中学校
出典

### 通学区域
- 高田1丁目（全域）
- 高田2丁目（全域）
- 高田3丁目（全域）

### 進学先中学校
公立中学校に進学する場合
- 豊島区立千登世橋中学校

## 周辺
- 豊島区立子どもスキップ高南 - 同一敷地内
- 金乗院 - 敷地が隣接
  - 学校周辺には、金乗院以外の神社仏閣なども点在する。
- シティテラス目白
  - 学校周辺には、シティテラス目白以外のマンション・アパートなども点在する。
- 区民ひろば高南第一
- 東京都電車（都電）荒川線学習院下停留場
- 東京都道305号芝新宿王子線（明治通り）
- 豊島区立高田公園
  - 学校周辺には、「高田公園」以外の公園も点在する。
- 豊島区立千登世橋中学校
- 学習院大学
  - 目白キャンパス
  - 中・高等科
- 神田川 - 学校付近では、新宿区との区境線となっている。

## アクセス
- 都電荒川線学習院下電停より、
  - 大塚駅前・王子駅前・荒川車庫前・三ノ輪橋方面行のりばから、徒歩約155m・約数分。
  - 早稲田行のりばから、徒歩約160m・約数分。
- 都営バス「白61」系統で、「鬼子母神前」停留所より、
  - のりば1（目白駅・練馬駅方面行）から、徒歩約370m・約6分。
  - のりば2（新宿駅西口行）から、徒歩約380m・約6分。